# Wuhan Three Towns FC
Wuhan Three Towns Football Club is een Chinese voetbalclub uit Wuhan.
De club werd in 2013 opgericht als Wuhan Shangwen als jeugdacademie. In 2018 speelde de club in de regionale competitie rond Wuhan en werd daar tweede achter Wuhan Chufeng Heli. Doordat een team zich terugtrok, kwam er een plaats vrij kwam in de League Two voor het seizoen 2019 en de club werd hiervoor door de Chinese bond aangewezen. De club veranderde direct de naam in Wuhan Three Towns. 
Onder de Spaanse coach Albert Garcia Xicota  werd de club elfde in haar eerste seizoen. In 2020 won Wuhan Thee Towns haar poule in de League Two en promoveerde als kampioen. In juli 2021 werd Pedro Morilla aangesteld als trainer en in 2021 werd de club kampioen in de League One. In 2022 werd de club in haar debuutseizoen in de Super League direct landskampioen. De Braziliaan  Marcão werd met 27 doelpunten tevens topscorer van de Super League.  

## Erelijst
- League Two: 2020
- League One: 2021
- Super League: 2022

Beijing Guoan · 
Cangzhou Mighty Lions ·
Changchun Yatai ·
Chengdu Rongcheng ·
Henan · 
Meizhou Hakka · 
Nantong Zhiyun · 
Qingdao Hainiu ·
Qingdao West Coast ·
Shandong Taishan · 
Shanghai Shenhua ·
Shanghai Port ·
Shenzhen Peng City ·
Tianjin Jinmen Tiger · 
Wuhan Three Town
Zhejiang